# Laramie (Metro de Chicago)
Laramie es una estación en la línea Verde del Metro de Chicago. La estación se encuentra localizada en 5148 West Lake Street en Chicago, Illinois. La estación Laramie fue inaugurada el 29 de abril de 1894.  La Autoridad de Tránsito de Chicago es la encargada por el mantenimiento y administración de la estación.

## Descripción
La estación Laramie cuenta con 2 plataformas laterales y 2 vías. 

## Conexiones
La estación es abastecida por las siguientes conexiones: 
- Rutas del CTA Buses: #57 Laramie